# Social Anthropology/Anthropologie Sociale
Die Social Anthropology/Anthropologie Social (SA/AS) ist die vierteljährlich erscheinende wissenschaftliche Fachzeitschrift der European Association of Social Anthropologists (EASA) mit englisch- und französischsprachigen Beiträgen zur Sozialanthropologie, Ethnosoziologie und Ethnologie (Völkerkunde). Sie wurde 1992 gegründet und zunächst über die Cambridge University Press veröffentlicht. Seit 2007 erscheint die SA/AS beim Verlag Wiley-Blackwell in Oxford (ISSN 1469-8676), die derzeitigen Herausgeber sind Mark Maguire und David Berliner. Die Auswahl der wissenschaftlichen Beiträge erfolgt im Peer-Review-Verfahren. Die Zeitschrift hat sich zu einem anerkannten anthropologischen und ethnologischen Journal entwickelt.